# Roascio
Roascio (piemontesisch Roass) ist eine italienische Gemeinde in der Provinz Cuneo (CN), Region Piemont.

## Lage und Einwohner
Roascio liegt 56 km östlich von der Provinzhauptstadt Cuneo entfernt in der Weinregion Langhe, in der Nähe des Tanaro. Das Gemeindegebiet umfasst eine Fläche von 6,42 km² und hat 91 Einwohner (Stand 31. Dezember 2023). Die Wohnbevölkerung ist in den letzten hundert Jahren, seit 1921, um  80 % zurückgegangen. 
Die Nachbargemeinden sind Castellino Tanaro, Ceva, Igliano, Paroldo und Torresina.

## Geschichte

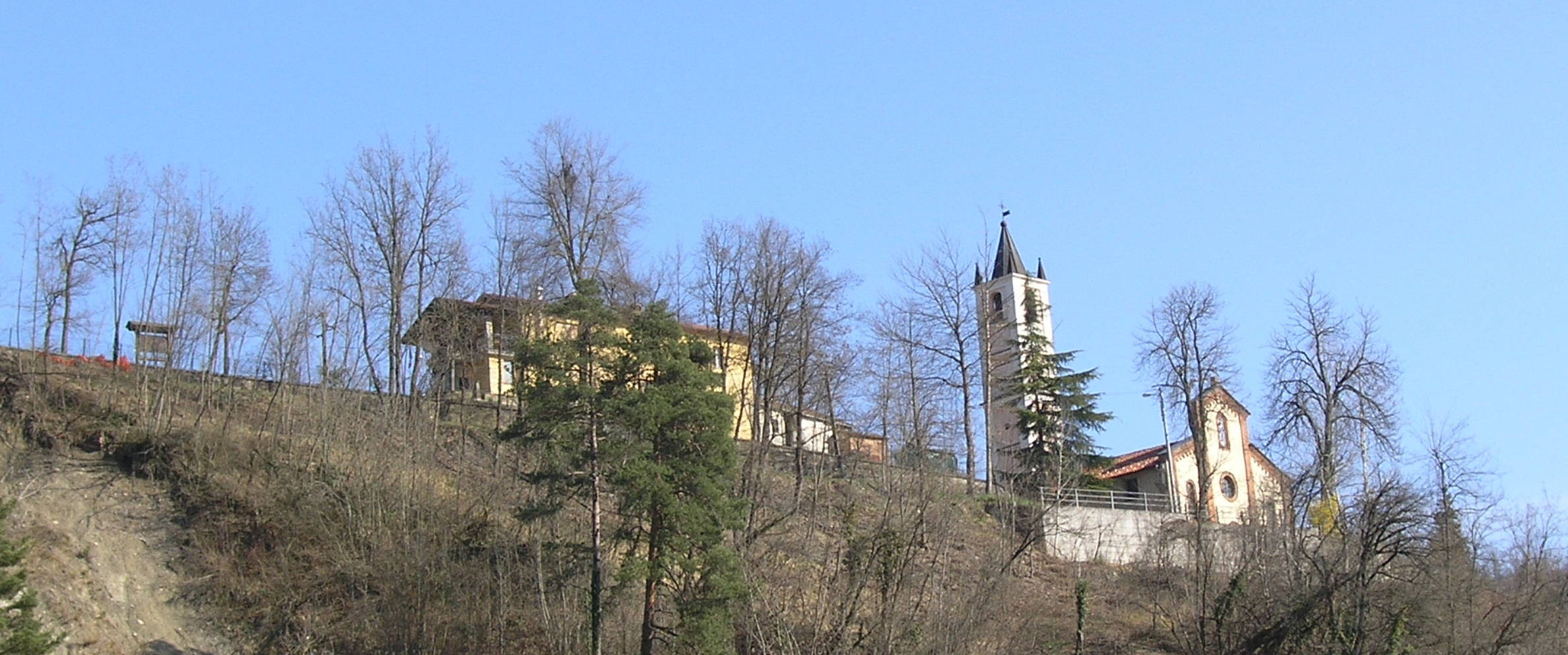
Panorama

Der Ortsname erscheint in mittelalterlichen Dokumenten mit „Roaxius“, dessen Ursprung sich aus dem lateinischen RUBUS, verstanden als „Dornstrauch“, in Kombination mit dem Adjektivsuffix -AXIUS ergibt. Es gibt nur wenige historische Informationen über die ersten Ereignisse des Dorfes und seine Ursprünge. Es ist bekannt, dass es erst 1947 eine unabhängige Gemeinde wurde, nachdem es jahrhundertelang, insbesondere im Mittelalter, um Ceva herum angesiedelt war. Neben den Markgrafen von Ceva übten dort früher auch die Beccarias, die Bianchis von Dronero, die Del Carrettos, die Corderos von Pamparato und die Ferreros von Ormea ihre Gerichtsbarkeit aus.
Der Turm, der einzige Überrest der alten Burg, der im 18. Jahrhundert in den Glockenturm der Pfarrkirche umgewandelt wurde und während die Fundamente des zerstörten Herrenhauses genutzt wurden die Pfarrkirche der Unbefleckten Empfängnis zu bauen, deren Ursprünge im 18. Jahrhundert liegen. Auf seinem Territorium sind noch die Überreste der antiken Tunnel zu sehen, die den uneinnehmbaren Komplex der Festung Ceva bildeten, die zwischen 1500 und 1600 von Emanuele Filiberto erbaut und zur Zeit von Carlo Emanuele II. fertiggestellt wurde. Nach verschiedenen Ereignissen wurde die Festung auf Befehl Napoleons zerstört. Es gibt einige interessante Gebäude, die vollständig aus Sandstein erbaut wurden, und die Kapelle San Grato, die isoliert auf dem Hügel vor dem konzentrischen Bereich steht und mit wertvollen Fresken aus dem 15. Jahrhundert geschmückt ist.

## Kulinarische Spezialitäten
In der Umgebung von Roascio wird Weinbau betrieben. Die Beeren der Rebsorten Spätburgunder und/oder Chardonnay dürfen zum Schaumwein Alta Langa verarbeitet werden.